# ロイヤル・ヴィクトリア頸飾
ロイヤル・ヴィクトリア頸飾（ロイヤル・ヴィクトリアけいしょく、英語: Royal Victorian Chain）は、1902年にイギリス国王エドワード7世によって制定された勲章（デコレーション）である。国王個人による栄典であり、授与は英連邦王国政府の助言によるものではない。
ロイヤル・ヴィクトリア勲章よりも上位に位置するが、公式には関係していない。元々は王族だけを想定していたが、外国の君主や元首、カンタベリー大主教などの高位の個人を含む最高位の高官にも与えられる、別格の勲章である。

## 歴史
ロイヤル・ヴィクトリア頸飾は、エドワード7世の母親のヴィクトリア女王がロイヤル・ヴィクトリア勲章を制定した6年後の1902年に、エドワード7世によって制定された。ロイヤル・ヴィクトリア頸飾は、ロイヤル・ヴィクトリア勲章の全ての等級の中でも最上位に位置しているが、正式には同勲章の一部ではない。エドワード7世は、母を称えるために「君主、王子、その他の高位王族のための個人的な装飾品として、またイギリスの少数の著名な臣下のための装飾品として」制定した。
1902年8月に新しい勲章として初めて記録されたのは、国王の戴冠式の2日後、カンタベリー大司教のフレデリック・テンプルが、ロイヤル・ヴィクトリア頸飾を受勲するため私的に謁見したという報告があった時である。 
最初の受勲者には、国王の息子のウェールズ大公ジョージ（後の国王ジョージ5世）、国王の弟のアーサー王子などが含まれていた。

## 意匠
頸飾は金製で、テューダー・ローズ、アザミ、シャムロック、蓮の花（それぞれイングランド、スコットランド、アイルランド、インドを象徴）のモチーフと、金の花輪に囲まれ（花輪は男性用のみ）王冠をかぶった赤いエナメル加工のエドワード7世のサイファー（ERI：Edwardus Rex Imperator）があしらわれており、その下にバッジが吊るされている。頸飾は男性は襟に巻き、女性は左肩にある弓形のリボン（青に赤と白の縁取りがある）に4つのモチーフといくつかの鎖のリンクを固定して身につける。しかし、エリザベス女王の妹である故マーガレット王女（スノードン伯爵夫人）は、後年、男性の受勲者がするように、頸飾を襟元につけることを選択した。
バッジは金に白のエナメルのマルタ十字があしらわれ、楕円形の中央のメダルには、ヴィクトリア女王のロイヤル・サイファであるVRI（Victoria Regina Imperatrix）が赤の背景に描かれており、戴冠式の青のリングに囲まれている。王冠とヴィクトリア女王のサイファには、ダイヤモンドがちりばめられている。

## 受勲資格と配分
ロイヤル・ヴィクトリア頸飾は、受勲者にいかなるスタイルや称号を与えるものではなく、また、英連邦の栄典制度の中でいかなる優先順位を与える物でもない。しかし、国王からの高い評価と尊敬の念を示す個人的な証ではある。この頸飾は国内外を問わない男女に授与される事がある。少なくとも10名の受勲者が存命だが、そのうち受勲時に国家元首ではなかったのは4人のみである。
この頸飾は通常、連邦内閣の方針の下一般的に名誉ある称号を受ける資格のないカナダ人のための上位の栄典に位置付けられた。これまでに授与されたカナダ人は2人だけで、ヴィンセント・マッセーとローランド・ミッチェナーである。両者ともカナダ総督経験者である。
ロイヤル・ヴィクトリア頸飾は、受勲者の死没時に返還しなければならない。

## 受勲者
日本人では1937年（昭和12年）に秩父宮雍仁親王が受勲している。

### 存命の受勲者
- マルグレーテ2世：デンマーク女王（1974年）[8]
- カール16世グスタフ：スウェーデン国王（1975年）[8]
- ベアトリクス：前オランダ女王（1982年）[8]
- アントニオ・エアネス：元ポルトガル大統領（1985年）[8]
- フアン・カルロス1世：前スペイン国王（1986年）[8]
- ハーラル5世：ノルウェー国王（1994年）
- デイヴィッド・オグルヴィ（英語版）：第13代エアリー伯爵（英語版）、元王室侍従長（英語版）（1997年）[9]
- ジョージ・ケアリー：元カンタベリー大主教（2002年）[10]
- ローワン・ウィリアムズ：元カンタベリー大主教（2012年）[11]
- ウィリアム・ピール（英語版）：第3代ピール伯爵、元王室侍従長（2021年）[2]